# Monje Oliva
El monje Oliva o, en catalán, Oliba (¿? - † d. de 1065) fue un matemático, astrónomo, musicólogo y escritor.

## Biografía
Discípulo del abad del monasterio de Santa María de Ripoll y obispo Oliva, le dirigió dos cartas fechadas en 1037 sobre el ciclo pascual de Dionisio el Exiguo (Epistula de ciclo Paschali Olibae monachi). Basándose en este autor y además en el De temporum ratione de Beda el Venerable escribió también otra carta (1065) que dirigió a su compañero el monje Dalmatius / Dalmacio y es tal vez la última obra suya que se conserva, en que calcula el día de la semana en que nació Cristo, sin apercibir el error cometido por Dionisio. Como matemático se le debe también un tratado sobre el uso del ábaco para multiplicar y dividir, y se le atribuye otro sobre pesos y medidas. 
Compiló en el monasterio de Santa María de Ripoll el códice Musica cum rethorica, que contiene diecinueve tratados sobre teoría musical, algunos de ellos obras del propio monje Oliva. Incluye también un prólogo en verso dedicado al monje Pedro, futuro abad de Ripoll. Algunas de las obras incluidas son De institutione musica de Boecio (siglo V), el Liber enchiriadis de musica, del siglo IX o el De harmonica institutione de Hugbaldus de Saint Amand, de principios del siglo X, y el libro de Guido de Arezzo. Mención especial merece el Breviarium de musica que abre el manuscrito, redactado por el monje Oliba de Ripoll para facilitar la enseñanza de la música en el monasterio. Su compilación incluye también fragmentos sobre retórica tomados de autores como Cicerón, San Isidoro o el Pseudo Agustín.
Pero su trabajo más importante es el extenso tratado De astronomia (1055) en seis libros (o cuatro, según otros); se trata también de una compilación o códice misceláneo ilustrado con cincuenta importantes miniaturas que reúne diversos trabajos astronómicos y cosmográficos de diferentes autores (Higinio, Plinio, Macrobio, Isidoro de Sevilla, Beda el Venerable, etc.) ordenados en forma temática: De Sole, De Luna, De natura rerum y De astronomia. Se conserva, asimismo, su Epistolario y algunos poemas escritos por él.

## Obras
- Epistula de ciclo Paschali, 1037.
- Libro del cirio pascual, 1047.
- De astronomia, 1055.
- "Breviarium de musica", en su compilación Musica cum rethorica.
- Epistula Oliue monachi ad domnum Oliuam episcopum, de feria diei Natiuitatis Christi, 1065.